# Ricardo Dal Moro
Ricardo Dal Moro (Salvador, 8 aprile 1985) è un top model e attore brasiliano naturalizzato italiano.

## Biografia

### Origini e formazione
Nato in Brasile ma di origini italiane e tedesche, Dal Moro vive stabilmente in Italia dal 2009. È laureato in ingegneria meccanica e per alcuni mesi ha svolto la professione di ingegnere fino a quando non è entrato nel mondo della moda come indossatore.

### Carriera
Sul piccolo schermo italiano è apparso per la prima volta nel 2011, in uno spot accanto a Fiorello.
Dal 2014 è protagonista della serie televisiva in onda su Rai Uno Una buona stagione, dove interpreta il ruolo di Andrea Masci.

## Filmografia
- Una buona stagione - serie televisiva - Raiuno (2014)